# Stratiotes aloides
Stratiotes aloides là một loài thực vật có hoa trong họ Hydrocharitaceae. Loài này được L. miêu tả khoa học đầu tiên năm 1753.